# Boyd Rice
Boyd Blake Rice (Lemon Grove, Kalifornia, 1956. december 16. –) amerikai zenész.
Leginkább a NON nevezetű Zenei projektjeiről lehet ismerni, de egyébként fotográfus, író, szerepelt filmekben és rengeteg művészeti ágban is kiváló.
Van egy fia is (Wolfgang Kenneth Carver) exbarátnőjétől (Lisa Carver), de egyedülálló és nem él családban.
Sátánista és különböző képek alapján okkal feltételezhető, hogy rajong a náci/fasiszta elvekért.
Ami a zenéjét illeti, amit ma "Dark Ambient"-nek neveznek, az ő általa létrehozott NON és más zenei projektjeit vélik a legelső Dark Ambient-nek, és többek közt a szintén kaliforniai Sunn O))) nevű Dark Ambient zenekar is nagy becsben tartja Boyd Rice műveit az Earth nevű zenekar után.

## További információ
- Boyd Rice Official Website
- Boyd Rice On NNDB